# Diecéze baberská
Diecéze Babra je titulární diecéze římskokatolické církve.

## Historie
Babra, identifikovatelná s ruinami Babar v dnešním Alžírsku, bylo starobylé biskupské sídlo nacházející se v římské provincii Numidie. 
Známé pouze jednoho jistého biskupa této diecéze, Victorinus Babrensis který se objevuje v seznamu biksupů předvolaných roku 484 v Kartágu vandalským králem Hunerichem. Jeho jméno je připojeno ke zkratce "prbt" (neopětovaný), naznačuje to že Viktorin mohl zemřítkrátce po svolání.
Stefano Antonio Morcelli připisuje tomuto sídlu také biskupa Petra (592) ale další autoři se domnívají že byl biskupem Bariky. 
Dnes je využívána jako titulární biskupské sídlo; současným titulárním biskupem je Barry Alexander Anthony Wood, pomocný biskup Durbanu.

## Seznam biskupů
- Viktorin (zmíněn roku 484)
- Petr ? (zmíněn roku 592)

## Seznam titulárních biskupů
- 1965 - 2005 Giustino Giulio Pastorino, O.F.M.
- od 2005 Barry Alexander Anthony Wood, O.M.I.